# Върховен съд на Калифорния
Върховният съд на Калифорния (на английски: Supreme Court of California) е щатският върховен съд в щата Калифорния, САЩ.
Главното управление на Върховния съд на Калифорния е в Сан Франциско, като съдът също има и редовни заседания в клоновете си в Лос Анджелис и Сакраменто. Решенията на Върховния съд на Калифорния са определящи за всички останали щатски съдилища в Калифорния.
Съдът се състои от 7 съдии: председателя на върховния съд и 6 други, които се назначават от губернатора на Калифорния с 12-годишен мандат. Новите съдии подлежат на публично гласуване на следващите избори след тяхното назначаване и на всеки 12 години след това.
Според Конституцията на Калифорния, за да бъде избран за съдия, кандидатът трябва да е адвокат, лицензиран в щата Калифорния или да е бил съдия на калифорнийски съд в период от 10 години преди да бъде назначен за съдия във Върховния съд.

## Списък с председатели на върховния съд
| #  | Име                      | Мандат      |
| -- | ------------------------ | ----------- |
| 1  | Серанус Клинтън Хастингс | (1850-1852) |
| 2  | Хенри А. Лайънс          | (1852)      |
| 3  | Хю Мъри                  | (1852-1857) |
| 4  | Дейвид Тери              | (1857-1859) |
| 5  | Стивън Филд              | (1859-1863) |
| 6  | Уорнър Коуп              | (1863-1864) |
| 7  | Сайлъс Сандерсън         | (1864-1866) |
| 8  | Джон Къри                | (1866-1868) |
| 9  | Лорензо Сойър            | (1868-1870) |
| 10 | Ангустус Родс            | (1870-1872) |
| 11 | Ройъл Спраг              | (1872)      |
| 12 | Уилям Т. Уолъс           | (1872-1879) |
| 13 | Робърт Морисън           | (1879-1887) |
| 14 | Найлс Сърлс              | (1887-1889) |
| 15 | Уилям Х. Бийти           | (1889-1914) |
| 16 | Мат Съливан              | (1914-1915) |
| 17 | Франк М. Ангелоти        | (1915-1921) |
| 18 | Лусиен Шоу               | (1921-1923) |
| 19 | Къртис Уилбър            | (1923-1924) |
| 20 | Луис Уескот Майърс       | (1924-1926) |
| 21 | Уилям Х. Уейст           | (1926-1940) |
| 22 | Фил С. Гибсън            | (1940-1964) |
| 23 | Роджър Трейнър           | (1964-1970) |
| 24 | Донълд Райт              | (1970-1977) |
| 25 | Роуз Бърд                | (1977-1987) |
| 26 | Малкълм М. Лукас         | (1987-1996) |
| 27 | Ронълд М. Джордж         | (1996-днес) |